# Комплекс на Поликрат
В психологията Комплексът на Поликрат е желание да бъдеш наказван.

## Произход
Този комплекс е наречен на тирана Поликрат, който, вместо да обърне внимание на пророчеството на дъщеря си за неговата предстояща смърт, отива да посети коварния престорен благодетел и е убит.

## Обща употреба
Името се използва от психоаналитичните криминолози, за обясняване на престъпление. Между 4 и 6 години (фаличен стадий), момчето преживява това, което Фройд нарича „Едипов комплекс“, означаващ желание да убие баща си и да извърши кръвосмешение с майка си. Това желание е причина за несъзнателна вина, която кара детето да иска да бъде наказано като по такъв начин постига катарзис. По тази причина криминалния акт в този контекст е разглеждан посредством цел (тоест наказание).